# Thalestris brunnea
Thalestris brunnea is een eenoogkreeftjessoort uit de familie van de Thalestridae. De wetenschappelijke naam van de soort werd in 1905 voor het eerst geldig gepubliceerd door Georg Ossian Sars.